# Pokrovsk (Donetsk)
Pokrovsk (en ucraniano: Покровськ; en ruso: Покровск), antiguamente conocida como Krasnoarmiisk (hasta 2016) y Grishino (hasta 1934), es una ciudad ucraniana perteneciente al óblast de Donetsk. Situada en el este del país, es el centro del raión de Pokrovsk y también del municipio (hromada) homónimo. Se encuentra a 56 kilómetros de Donetsk. 
Antes de la invasión rusa de Ucrania, su población era de 60.127 habitantes. Sin embargo, debido a la guerra, en enero de 2025 apenas alcanzaba los 7.000 habitantes.

## Toponimia
- 2016–presente: Pokrovsk. Tras las leyes de descomunización de Ucrania.[2]
- 1964–2016: Krasnoarmiisk o Krasnoarmeysk.
- 1938–1964: Krasnoarmeyskoye o Krasnoarmiiske.[3]
- 1934–1938: Postyshevo o Postysheve.[4]
- 1884–1934: Grishino.[5]

## Geografía
Pokrovsk se encuentra a orillas del río Grishinka, que desemboca en el río Samara a través del río Byk. La ciudad está 7 km al oeste de Mirnograd y 57 km al noroeste de Donetsk.

### Clima
El clima aquí es moderadamente continental con humedad insuficiente y fenómenos áridos-áridos. La temperatura media anual del aire es de 7,9 °C, siendo el mes más cálido es julio y el más frío es enero.

## Historia
La ciudad fue fundada en 1875 por la decisión del Ministerio de Ferrocarriles del Imperio ruso con el nombre de Grishino (en ucraniano: Гришине, romanizado: Hryshyne; en ruso: Гришино) y era parte de la provincia de Bajmut, gobernación de Yekaterinoslav. Grishino fue construido en los terrenos adquiridos para la construcción de la estación de tren y entonces tenía aproximadamente 2.000 habitantes.
Con el desarrollo de la estación de ferrocarril creció Grishino, con lo que se fundaron nuevas empresas y, en especial, la explotación de minas de carbón. En 1913, la población de la estación se había duplicado y ascendía a 4465 personas.
Habiendo sobrevivido a la Primera Guerra Mundial y la guerra civil rusa, en la época soviética, Grishino comenzó a tomar impulso y desde 1925 trabajaron a plena capacidad el taller de locomotoras, la construcción de viviendas, 6 minas y Hryshynskoho Metálicos. En 1934 se le dio a la ciudad el nombre de Póstishevo en honor a Pável Póstyshev, pero en 1938 se le cambió a Krasnoarmisk en honor al Ejército Rojo tras la inclusión de Póstyshev en la Gran Purga. Ese mismo año también se le otorgaron derechos de ciudad.
La ciudad fue ocupada por las tropas nazis y fascistas entre el 21 de octubre de 1941 y el 11 de febrero de 1943 durante la Segunda Guerra Mundial. Más de 1000 habitantes de la ciudad y 8295 soldados (mayormente tomados de la población local) murieron en Krasnoarmisk luchando contra los fuerzas del Eje. Otros 4788 personas nacidas en Krasnoarmisk murieron en el frente, en otros campos de batalla, a manos de los invasores nazis.
En la década de 1950, se desarrolló rápidamente la construcción industrial y residencial y revivió la vida cultural de la ciudad. En 1959 fue inaugurada la facultad técnica del Instituto de Minería de Dnipropetrovsk.  Desde 1963 la ciudad se llama simplemente Krasnoarmiiysk. Los años finales de la década de 1960 y los primeros de la década de 1970 se construyeron grandes plantas de lácteos y de procesamiento de carne y comenzó la construcción de una nueva mina.
En la guerra del Dombás, que comenzó en la primavera de 2014, la ciudad está cerca del frente con los separatistas de la República Popular de Donetsk.
En mayo de 2016, la ciudad pasó a llamarse Pokrovsk de acuerdo con el proceso de descomunización de Ucrania, en honor a la Protección de la Madre de Dios conocida como Pokrova en ucraniano.

### Invasión rusa

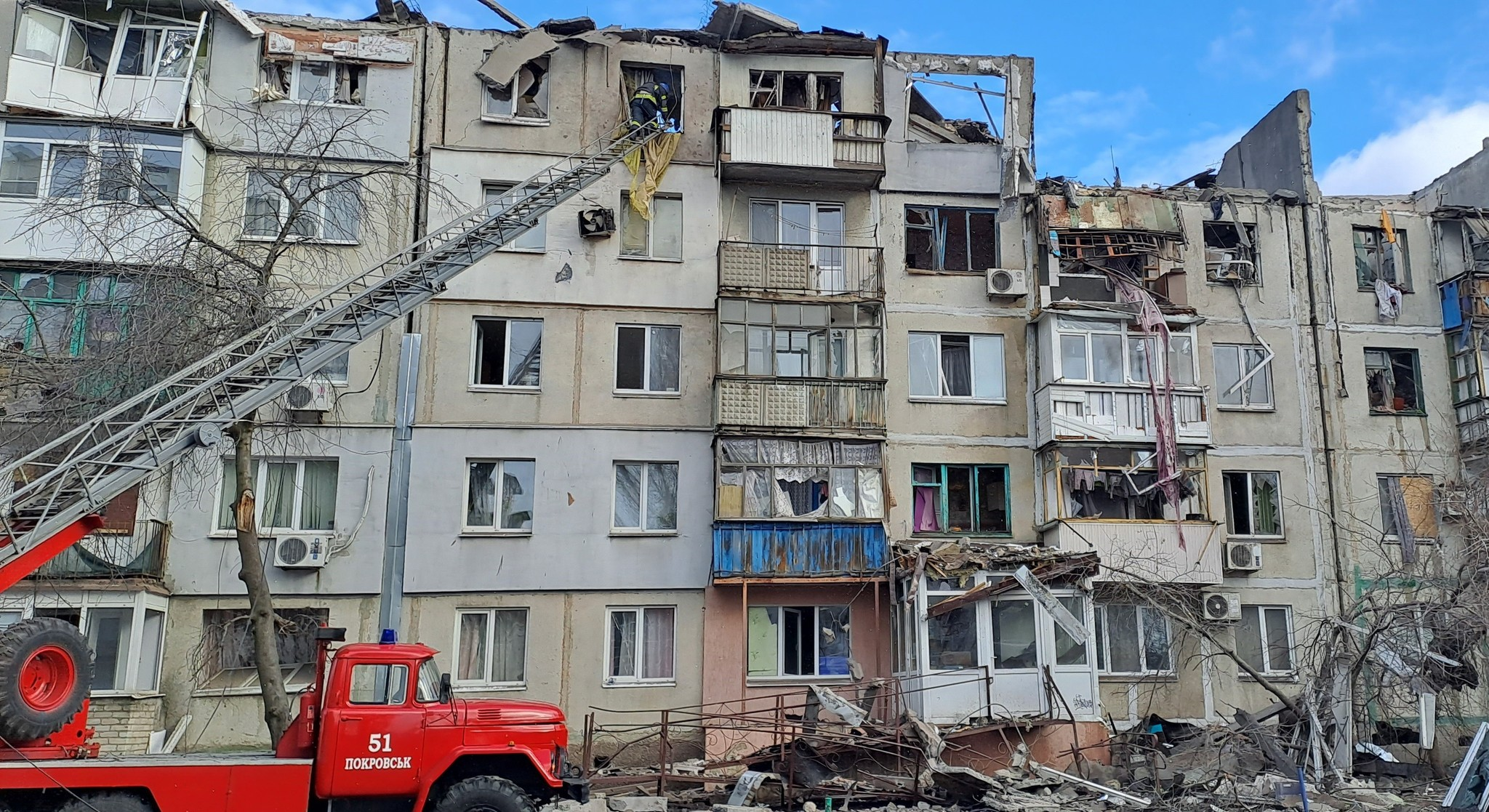
Un bloque de viviendas tras un bombardeo ruso en 2023.

El 3 de marzo de 2022, en el marco de la invasión rusa de Ucrania de 2022, las tropas rusas bombardearon la ciudad con los nuevos cohetes de racimo guiados RSZV 9K515 Tornado-S. El 7 de agosto de 2023 la ciudad sufrió dos bombardeos rusos, matando a nueve personas.
En julio de 2024, Rusia puso más esfuerzo en conquistar la ciudad en una nueva ofensiva. El 15 de agosto, el jefe militar de la ciudad anunció que las fuerzas rusas estaban a solo diez kilómetros de la ciudad y urgió a los civiles a evacuar la ciudad. El 19 de agosto, los oficiales ucranianos anunciaron que obligarían a las familias con niños a abandonar la ciudad. La población había menguado a 36.000 habitantes el 1 de septiembre. El 5 de septiembre se cerró la estación de trenes para evacuar civiles por seguridad, teniendo la opción de autobuses o la estación de tren de Pavlogrado. La población siguió descendiendo hasta 26.000 personas y en octubre apenas quedaban 13.000 habitantes.
En enero de 2025, tras avances del ejército ruso hacia la ciudad, la población rondaba las 7.000 personas, su demografía más baja en los últimos dos siglos.

## Demografía
La evolución de la población de Pokrovsk entre 1923 y 2022 fue la siguiente:
| 8203                                                                                                | 11 335 | 29 617 | 47 974 | 55 044 | 59 864 | 72 859 | 69 154 | 65 773 | 64 533 | 62 449 | 60 127 |
| (Fuente: Bespyatov, Tim (2008-2015) Cities & towns of Ukraine. Consultado el 25 de febrero de 2015) |        |        |        |        |        |        |        |        |        |        |        |

Según el censo de 2001, el 75 % de la población son ucranianos, el 22,1 % son rusos y el resto de minorías son principalmente bielorrusos (0,7 %). En cuanto al idioma, la lengua materna de la mayoría de los habitantes, el 59,84 %, es el ruso; del 39,39 % es el ucraniano.

## Economía
La actividad económica prioritaria es aún la industria del carbón, con las minas del grupo empresarial Metinvest, que tiene sus principales pozos en Udachne, Kotlyne y Pishchane que conforman la mayor mina de carbón de Europa oriental.
Pokrovsk sigue siendo una ciudad industrial, en la que hay: cinco plantas de ingeniería, dos empresas productoras de materiales de construcción, fábricas de ropa, panaderías, lácteos y fábricas de saborizante para alimentos cuyos productos son conocidos por su alta calidad más allá de la región. Como antes, las compañías de ferrocarriles juegan un importante papel y sigue siendo un importante centro de transporte.

## Infraestructura

### Transporte
Pokrovsk está ubicada en la carretera principal M-04. La ciudad tiene una estación central de trenes del mismo nombre en la intersección de las líneas Dnipró-Yasinovátaya y Lozova-Rutchenkove.

## Galería

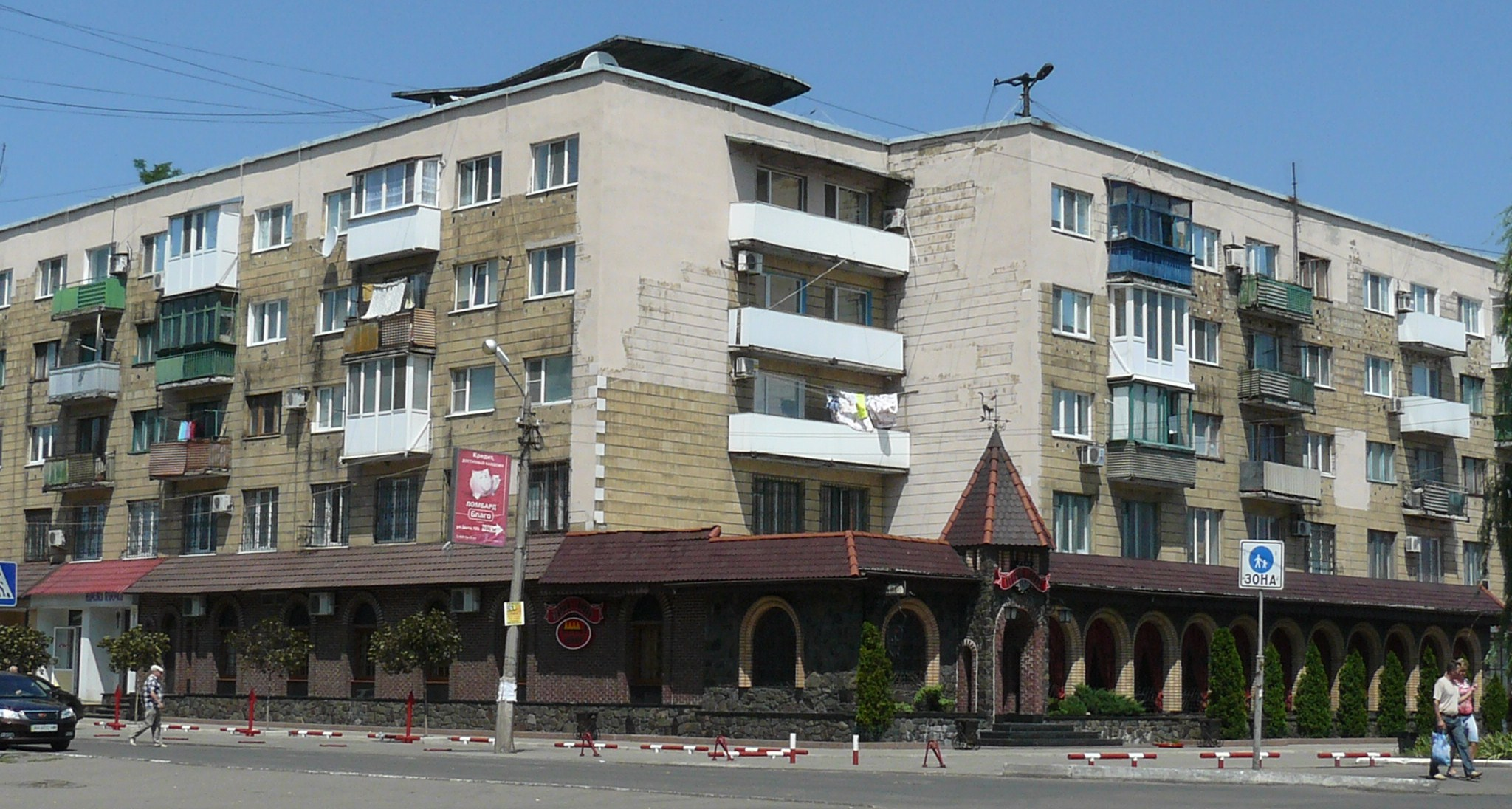
Bloques de apartamentos
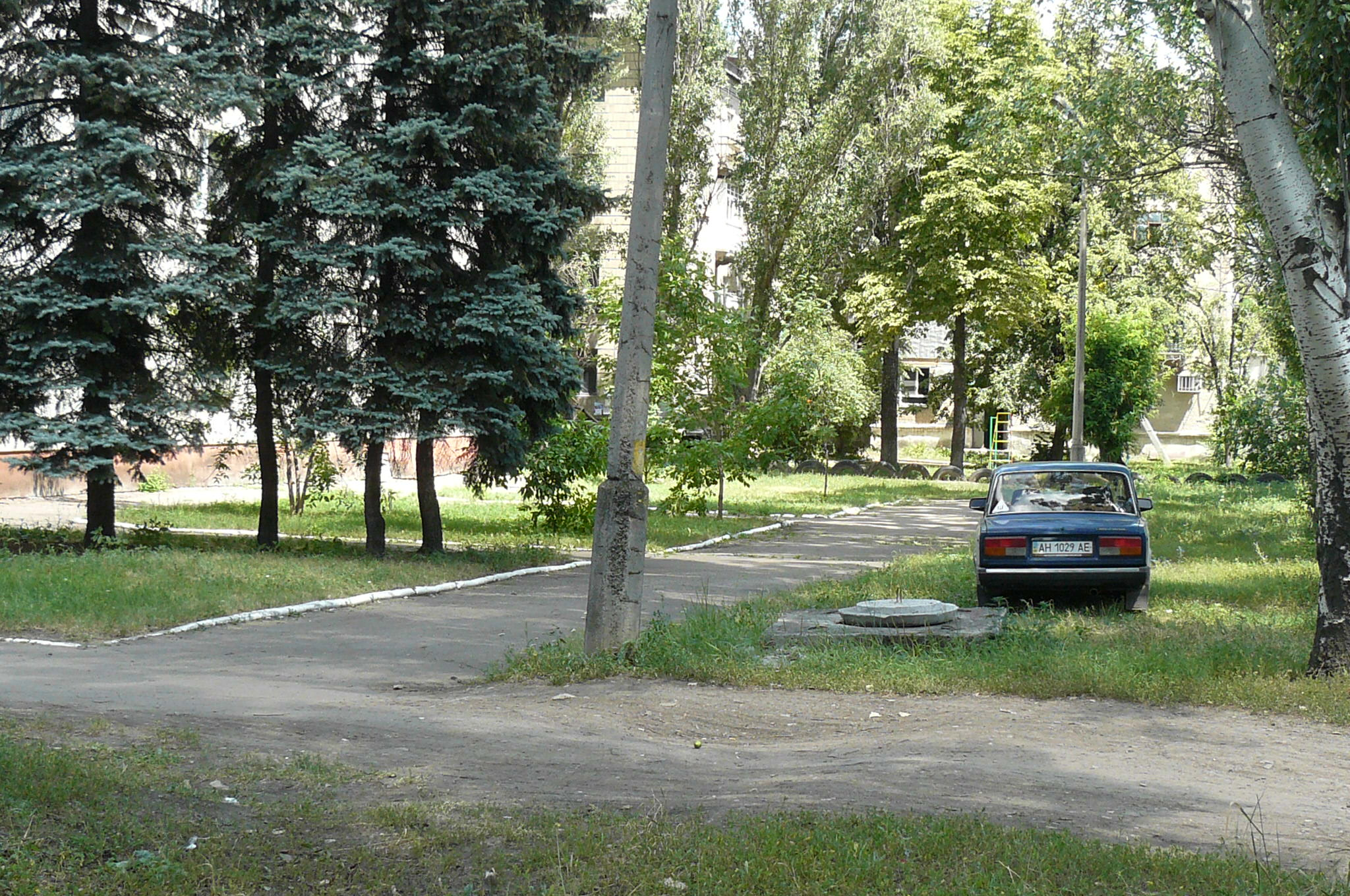
Parque en el centro de Pokrovsk
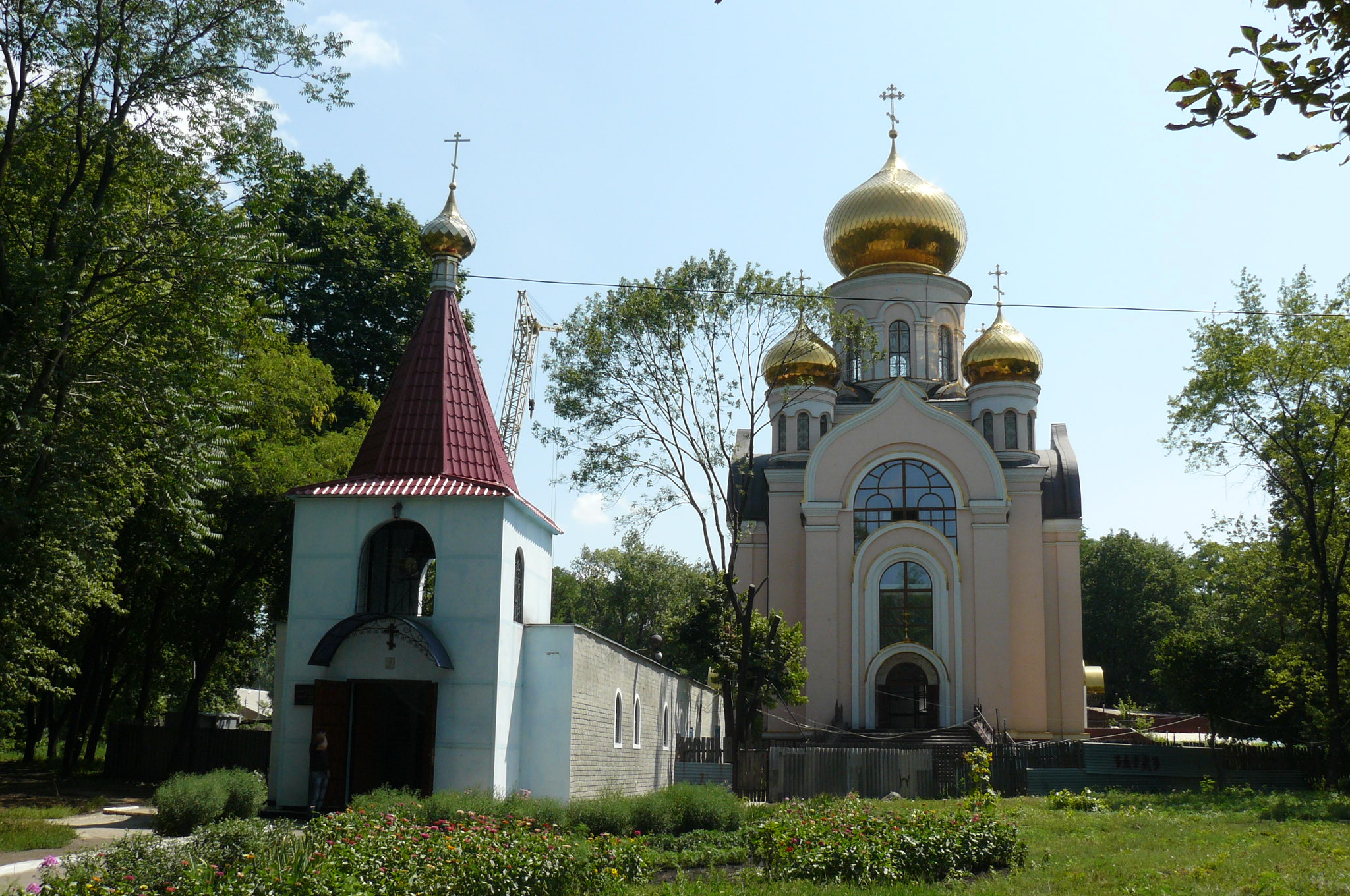
Iglesia de Pokrovsk
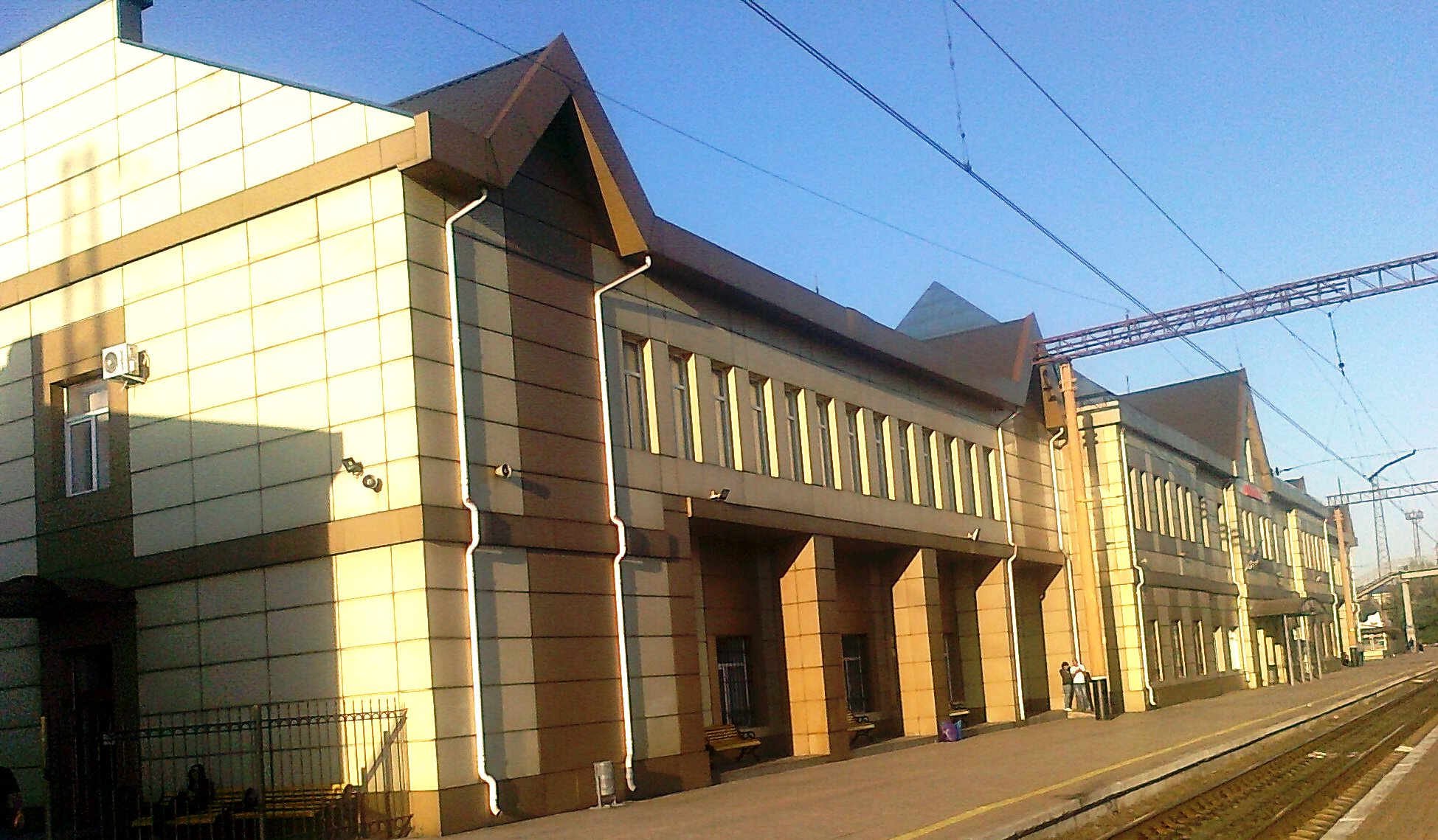
Estación de trenes de Pokrovsk

## Ciudades hermanadas
Pokrovsk está hermanada con las siguientes ciudades:
- Zugdidi, Georgia
- Kolomyia, Ucrania